# Phương pháp tô bóng Phong
Phương pháp tô bóng Phong (tiếng Anh: Phong shading) là một tập hợp các kỹ thuật trong đồ họa 3D bao gồm: một mô hình phản xạ ánh sáng từ các bề mặt và một phương pháp dùng để ước lượng màu sắc của điểm ảnh bằng cách nội suy véc-tơ trực giao bề mặt.
Các mô hình và phương pháp trên được phát triển bởi Bùi Tường Phong tại Đại học Utah và được công bố trong luận án Tiến sĩ của ông vào năm 1973.

## Mô hình phản xạ Phong
Mô hình phản xạ thường được biết tới với tên gọi Mô hình Phản xạ Phong (Phong reflection model), Mô hình Chiếu sáng Phong (Phong illumination) hay là Mô hình thắp sáng Phong (Phong lighting).

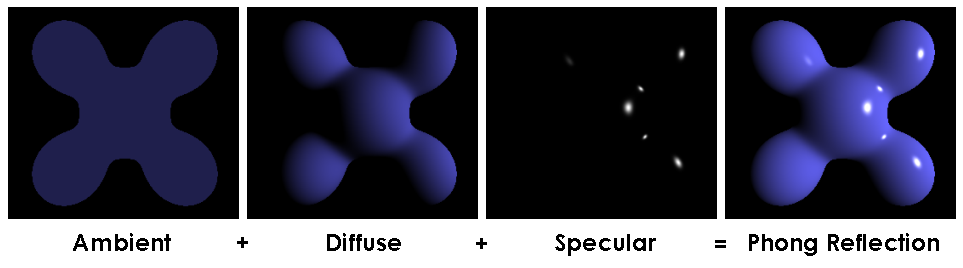
Thể hiện công thức tính Phong: ánh sáng ở đây là ánh sáng trắng, màu xung quanh(ambient) và màu khuếch tán (diffuse) đều là xanh nước biển, và màu phản chiếu (specular) là màu trắng - phản chiếu một phần nhỏ của ánh sáng chiếu vào bề mặt của quả cầu

## Nội suy Phong
Phương pháp nội suy thường được gọi là Nội suy Phong (Phong interpolation). Phương pháp này còn được biết đến là phương pháp thắp sáng mỗi điểm ảnh (per-pixel lighting).

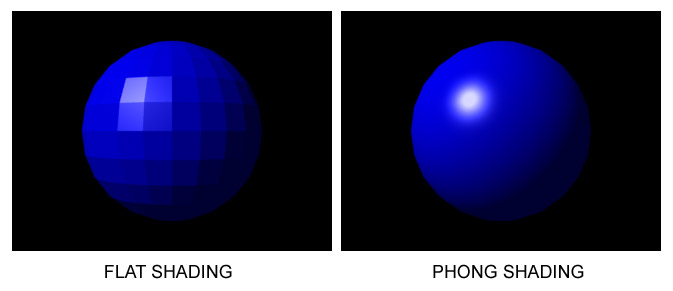
Ví dụ về Phản xạ nội suy Phong

1. ↑  B. T. Phong, Illumination for computer generated pictures, Communications of ACM 18 (1975), no. 6, 311–317.
2. ↑  "History". Truy cập ngày 5 tháng 10 năm 2015.